# Заведеев, Владимир Николаевич
Владимир Николаевич Заведеев (в казахских источниках Завдеев) (род. 1934, неизвестно) — советский горняк, Герой Социалистического Труда (1986), лауреат Государственной премии Казахской ССР (1978).

## Биография
Родился в 1934 году.
С 1960 года работал в угольной промышленности. В 1962—1963 годах — работник горнодобывающей промышленности. С 1963 года — бригадир производственного объединения «Карагандауголь» и на шахте «Молодёжная».
В 1981—1985 годах его бригада прошла горных выработок длиной 28,9 тысяч (из них 2,2 тысячи внеплановых) погонных метров при 5,8 тысячах погонных метров среднегодового темпа проходки.

## Награды
- Медаль «Серп и Молот» (1986);
- Орден Ленина (1986);
- Государственная премия Казахской ССР (1978);
- Знак «Шахтёрская слава» 1—3 степеней[3].